# Coppa di Francia 2016 (ciclismo)
La Coppa di Francia di ciclismo 2016, venticinquesima edizione della competizione, si svolse dal 31 gennaio al 2 ottobre 2016, in 16 eventi tutti facenti parte del circuito UCI Europe Tour 2016.

## Calendario
| Corsa | Data         | Evento                                     | Vincitore            | Squadra                          | Leader della classifica       |
| ----- | ------------ | ------------------------------------------ | -------------------- | -------------------------------- | ----------------------------- |
| 1     | 31 gennaio   | Grand Prix Cycliste La Marseillaise (2016) | Dries Devenyns       | IAM Cycling                      | Dries Devenyns                |
| 2     | 19 marzo     | Classic Loire-Atlantique (2016)            | Anthony Turgis       | Cofidis                          | Anthony Turgis Dries Devenyns |
| 3     | 20 marzo     | Cholet-Pays de Loire (2016)                | Rudy Barbier         | Roubaix Métropole de Lille       | Baptiste Planckaert           |
| 4     | 1º aprile    | Route Adélie de Vitré (2016)               | Bryan Coquard        | Direct Énergie                   | Baptiste Planckaert           |
| 5     | 3 aprile     | Parigi-Camembert (2016)                    | Cyril Gautier        | AG2R La Mondiale                 | Baptiste Planckaert           |
| 6     | 14 aprile    | Grand Prix de Denain (2016)                | Daniel McLay         | Fortuneo-Vital Concept           | Baptiste Planckaert           |
| 7     | 16 aprile    | Tour du Finistère (2016)                   | Baptiste Planckaert  | Wallonie Bruxelles-Group Protect | Baptiste Planckaert           |
| 8     | 17 aprile    | Tro-Bro Léon (2016)                        | Martin Mortensen     | ONE Pro Cycling                  | Baptiste Planckaert           |
| 9     | 24 aprile    | La Roue Tourangelle (2016)                 | Samuel Dumoulin      | AG2R La Mondiale                 | Baptiste Planckaert           |
| 10    | 28 maggio    | Grand Prix de Plumelec-Morbihan (2016)     | Samuel Dumoulin      | AG2R La Mondiale                 | Baptiste Planckaert           |
| 11    | 29 maggio    | Boucles de l'Aulne (2016)                  | Samuel Dumoulin      | AG2R La Mondiale                 | Samuel Dumoulin               |
| 12    | 31 luglio    | La Poly Normande (2016)                    | Baptiste Planckaert  | Wallonie Bruxelles-Group Protect | Samuel Dumoulin               |
| 13    | 4 settembre  | Grand Prix de Fourmies (2016)              | Marcel Kittel        | Etixx-Quick Step                 | Samuel Dumoulin               |
| 14    | 11 settembre | Tour du Doubs (2016)                       | Samuel Dumoulin      | AG2R La Mondiale                 | Samuel Dumoulin               |
| 15    | 18 settembre | Grand Prix d'Isbergues (2016)              | Kristoffer Halvorsen | Joker Byggtorget                 | Samuel Dumoulin               |
| 16    | 2 ottobre    | Tour de Vendée (2016)                      | Nacer Bouhanni       | Cofidis                          | Samuel Dumoulin               |

## Classifiche

### Classifica individuale
Dati aggiornati al 2 ottobre 2016.
| Pos. | Corridore           | Squadra                          | Punti |
| ---- | ------------------- | -------------------------------- | ----- |
| 1    | Samuel Dumoulin     | AG2R La Mondiale                 | 348   |
| 2    | Baptiste Planckaert | Wallonie Bruxelles-Group Protect | 330   |
| 3    | Romain Feillu       | HP BTP-Auber 93                  | 123   |
| 4    | Bryan Coquard       | Direct Énergie                   | 122   |
| 5    | Rudy Barbier        | Roubaix Métropole                | 112   |
| 6    | Clément Venturini   | Cofidis                          | 104   |
| 7    | Julien Duval        | Armée de Terre                   | 102   |
| 8    | Nacer Bouhanni      | Cofidis                          | 85    |
| 9    | Arthur Vichot       | FDJ                              | 74    |
| 10   | Daniel McLay        | Fortuneo-Vital Concept           | 70    |

### Classifica individuale per giovani
Dati aggiornati al 2 ottobre 2016.
| Pos. | Corridore            | Squadra                | Punti |
| ---- | -------------------- | ---------------------- | ----- |
| 1    | Bryan Coquard        | Direct Énergie         | 122   |
| 2    | Rudy Barbier         | Roubaix Métropole      | 112   |
| 3    | Clément Venturini    | Cofidis                | 104   |
| 4    | Daniel McLay         | Fortuneo-Vital Concept | 70    |
| 5    | Anthony Turgis       | Cofidis                | 68    |
| 6    | Loïc Chetout         | Cofidis                | 55    |
| 7    | Kristoffer Halvorsen | Joker Byggtorget       | 50    |
| 8    | Yannis Yssaad        | Armée de Terre         | 50    |
| 9    | Thomas Boudat        | Direct Énergie         | 47    |
| 10   | David Menut          | HP BTP-Auber 93        | 45    |

### Classifica a squadre
Dati aggiornati al 2 ottobre 2016.
| Pos. | Squadra                      | Punti |
| ---- | ---------------------------- | ----- |
| 1    | HP BTP-Auber 93              | 108   |
| 2    | Armée de Terre               | 106   |
| 3    | Cofidis                      | 103   |
| 4    | FDJ                          | 83    |
| 5    | Fortuneo-Vital Concept       | 82    |
| 6    | AG2R La Mondiale             | 80    |
| 7    | Direct Énergie               | 76    |
| 8    | Roubaix Métropole            | 76    |
| 9    | Delko-Marseille Provence-KTM | 60    |